# Зенели, Арбер
Арбер Зенели (алб. Arber Zeneli; 25 февраля 1995 года, Сетер) — косовско-албанский футболист, играющий на позиции полузащитника клуба «Эльфсборг» и сборной Косова.

## Клубная карьера
Арбер Зенели родился в шведском городке Сетер, но рос в Фалуне, а когда ему было 11 лет, его семья перебралась в Бурос.
В 13-летнем возрасте он присоединился к юношеской академии клуба «Эльфсборг». В 2011 году Зенели в составе команды клуба выиграл чемпионат Швеции по футболу среди игроков до 17 лет, забив в финале против юношеской команды «Броммапойкарны» последний гол. Спустя год он вновь забил в финале юношеского чемпионата Швеции, но «Эльфсборг» тогда уступил юношеской команде «Мальмё». В 2013 году Зенели стал чемпионом Швеции в составе молодёжной команды «Эльфсборга» среди игроков до 21 года.
В декабре 2013 года Зенели был включён в состав главной команды «Эльфсборга». 1 марта 2014 года состоялся его профессиональный дебют, когда он вышел в стартовом составе в домашнем матче против «Эстерсунда». В конце того же месяца он впервые появился на поле в матче Аллсвенскана, выйдя на замену в конце гостевого поединка против «Отвидаберга». 1 ноября 2014 года Зенели впервые забил гол на высшем уровне, ставший единственным и победным в гостевой игре с «Броммапойкарной». В следующем чемпионате он забил уже 10 мячей за «Эльфсборг», в том числе отметившись дублем в матче последнего тура с «Фалькенбергом».
10 ноября 2015 года Зенели подписал контракт сроком в 3,5 года и ориентировочной стоимостью в €2 миллиона с нидерландским клубом «Херенвен». 23 января 2016 года, спустя неделю после своего дебюта в Эредивизи, он отметился первым забитым мячом за «Херенвен», сравняв счёт в домашнем поединке с командой «Виллем II».
26 января 2019 года стал игроком «Реймса», выступающего в Лиге 1.

## Статистика выступлений

### В сборной
20 ноября в матче Лиге наций против команды Азербайджана отметился хет-триком
| Матчи и голы Арбера Зенели за сборную Косова | Матчи и голы Арбера Зенели за сборную Косова | Матчи и голы Арбера Зенели за сборную Косова | Матчи и голы Арбера Зенели за сборную Косова | Матчи и голы Арбера Зенели за сборную Косова | Матчи и голы Арбера Зенели за сборную Косова | Матчи и голы Арбера Зенели за сборную Косова |
| №                                            | Дата                                         | Место проведения                             | Соперник                                     | Счёт                                         | Голы                                         | Соревнование                                 |
| -------------------------------------------- | -------------------------------------------- | -------------------------------------------- | -------------------------------------------- | -------------------------------------------- | -------------------------------------------- | -------------------------------------------- |
| 1                                            | 6 октября 2016                               | Лоро Боричи, Шкодер                          | Хорватия                                     | 0:6                                          | —                                            | Квалификация ЧМ 2018                         |
| 2                                            | 9 октября 2016                               | Стадион Краковии, Краков                     | Украина                                      | 0:3                                          | —                                            | Квалификация ЧМ 2018                         |
| 3                                            | 12 ноября 2016                               | Анталья Арена, Анталья                       | Турция                                       | 0:2                                          | —                                            | Квалификация ЧМ 2018                         |
| 4                                            | 11 июня 2017                                 | Лоро Боричи, Шкодер                          | Турция                                       | 1:4                                          | —                                            | Квалификация ЧМ 2018                         |
| 5                                            | 2 сентября 2017                              | Максимир, Загреб                             | Хорватия                                     | 0:1                                          | —                                            | Квалификация ЧМ 2018                         |
| 6                                            | 5 сентября 2017                              | Лоро Боричи, Шкодер                          | Финляндия                                    | 0:1                                          | —                                            | Квалификация ЧМ 2018                         |
| 7                                            | 24 марта 2018                                | Жан Роллан, Франконвиль                      | Мадагаскар                                   | 1:0                                          | —                                            | Товарищеский матч                            |
| 8                                            | 27 марта 2018                                | Жан Роллан, Франконвиль                      | Буркина-Фасо                                 | 2:0                                          | —                                            | Товарищеский матч                            |
| 9                                            | 29 мая 2018                                  | Летцигрунд, Цюрих                            | Албания                                      | 3:0                                          | 2                                            | Товарищеский матч                            |

Итого: 9 матчей / 2 гола; eu-football.info.